# Bá quốc Hessen-Marburg
Bá quốc Hessen-Marburg (tiếng Đức: Landgrafschaft Hessen-Marburg; tiếng Anh: Landgraviate of Hesse-Marburg) là một bá quốc độc lập của Đế chế La Mã Thần thánh, Nó được tạo ra vào năm 1567, từ sự phân chia của Bá quốc Hessen giữa 4 người con trai của Phong địa bá tước Philip I. Người con trai cả là William IV thừa kế Bá quốc Hessen-Kassel, người con trai thứ 2 là Louis IV thừa kế Bá quốc Hessen-Marburg, người con trai thứ 3 là Philip II thừa kế Bá quốc Hessen-Rheinfels, trong đó người con trai út George I thừa kế Bá quốc Hessen-Darmstadt.
Trung tâm cai trị của bá quốc này được đặt tại Marburg nên mới có tên gọi Hesse-Marburg. Lãnh thổ bao gồm thành phố Marburg và các thị trấn xung quanh Gießen, Nidda và Eppstein, gần như ngày nay là vùng Thượng Hesse.
Khu vực này từng là một bá quốc bán độc lập dưới quyền của các Bá quốc Giso hoặc Gisonen kể từ thế kỷ XI, sau khi tuyệt tự dòng nam thì lãnh thổ thuộc về Phong địa bá quốc Thuringia vào những năm 1130.